# Agrapart
Agrapart is een champagnemerk dat door het in 1894 door Arthur Agrapart gestichte familiebedrijf op de markt is gebracht. Het bedrijf beschikt over tien hectare eigen wijngaarden in de grand cru-gemeenten Avize, Oger, Cramant, en Oiry. Het bedrijf is een Récoltant-manipulant en draagt de letters R.M. op het etiket.

## Productie
Veel druivenstokken zijn 65 jaar oud en de gemiddelde leeftijd van de stokken is 40 jaar.
Voor de productie worden vooral druiven uit wijngaarden in Avize gebruikt. Die wijngaarden liggen in de Côte des Blancs waar de krijtachtige bodem vooral geschikt is voor de chardonnay. Om de bodem te sparen wordt compost gebruikt en geen kunstmest. Dit om de microbiologische balans van de bodem in stand gehouden ten gunste van de wijnstok. Naast het gebruik van vooral chardonnay, wordt voor hun "Complantée Extra Brut Grand Cru" ook minder bekende druivenrassen gebruikt.
De vinificatie is traditioneel en de jonge wijn wordt in eikenhouten vaten gerijpt. In de kelders van Agrapart laat men de malolactische of melkzure gisting bij de meeste jonge wijn zijn gang gaan. Deze spontane gisting maakt de wijn minder fris en fruitig, maar zou wel meer karakter geven.
Het bedrijf – in tegenstelling tot de meeste andere champagnehuizen – heeft ervoor gekozen om op het etiket de datum van het bottelen én de datum van de dégorgement te vermelden. De periode daartussen ondergaan de flessen een prise de mousse. Dit is belangrijk omdat een langer gerijpte champagne fijnere koolzuurbellen en rijkere smaak ontwikkeld.
Elk jaar maakt men een millésime. De totale productie van Champagne Agrapart is ongeveer 80.000 flessen per jaar.  Zoals bijna alle champagnes worden ook hun wijnen gezwaveld. Daarvoor gebruiken zij 5 gram zwaveldioxide per liter. Na de dégorgement rusten de flessen nog twee maanden. De remuage geschiedt met de hand.

## De Champagnes
- 7 Crus Brut is een Brut Sans Année en hun meest verkochte champagne en is gemaakt van uitsluitend chardonnay. Deze Brut blanc de blancs krijgt een dosage suiker van 7 gram per liter. De gebruikte druiven komen uit 7 gemeenten; Mardeuil, Avenay-Val-d'Or, Oiry, Cramant, Avize, Oger en Bergeres-les-Vertus.
- Terroirs Extra Brut Blanc de Blancs Grand Cru is een blanc de blancs met een dosage suiker van 5 gram per liter. De voor de deze wijn gebruikte druiven komen uitsluitend uit grand cru-gemeenten. Rijping in eikenhouten vaten. Na de botteling en de prise de mousse laat men de champagne vier of vijf jaar op gist rijpen.
- Complantée Extra Brut Grand Cru is een Brut champagne die gemaakt is van de zes druivenrassen pinot noir, pinot meunier, chardonnay, pinot blanc, arbane en petit meslier, allen afkomstig uit de grand cru-gemeente Avize. De laatste genoemde drie druivenrassen mogen voor de bereiding van champagne wel worden gebruikt, maar worden in die streek nog maar heel zelden aangeplant. Deze wijn wordt niet gefilterd.
- Minéral 2006 Extra Brut Blanc de Blancs Grand Cru komt van oude wijnstokken op de kalkrijke bodem van in Avize en Cramant. Een groot deel van de jonge wijn wordt in eiken vaten bewaard, de rest rijpt en gist in roestvrijstalen containers. In de Champagne is de term "vieilles vignes" niet gebruikelijk. Na de botteling en de prise de mousse laat men deze wijn zes of zeven jaar op gist rijpen en krijgt en dosage van 4 gram suiker per liter. De bijzonder harde kalkrijke bodem zorgt voor een strakke en doordringende smaak met een aroma van "amertume" oftewel kinine.
- Avizoise 2006 Extra Brut Blanc de Blancs Grand Cru is een champagne met veel mineralenrijke terroir. De druiven komen uit de gemeente Avize. De 55 jaar oude wijnstokken staan daar op een argilo-calcaire bodem. De ongefilterde wijn wordt in houten vaten bewaard. Na botteling laat men de champagne nog vier of vijf jaar op gist rijpen. De dosage is 4 gram per liter waarmee het een zeer droge en rijk aan mineralen wijn is die wordt aangeduid met "Extra-Brut".
- Vénus 2006 Brut Nature Blanc de Blancs Grand Cru is de cuvée de prestige en volgens het wijnhuis hun beste champagne. Een in 1959 aangeplante wijngaard in de gemeente Avize met daarop alleen chardonnay wordt, om de grond rul te houden, geregeld met een door een paard getrokken ploeg bewerkt. Het dier, een merie die Vénus heet, heeft de champagne de naam gegeven. Deze champagne wordt vijf jaar op gist gerijpt.